# 硒酸铁
硒酸铁是一种无机化合物，化学式为Fe2(SeO4)3，存在无水物和九水合物。硒酸铁的热稳定性比对应的硫酸铁差。

## 制备及性质
无水硒酸铁可由草酸亚铁和硒酸按化学计量比在450 K进行水热反应得到，无水物的空间群为P21/n。九水合硒酸铁可以在一般条件（22 °C，1 bar）下从硒酸酸化的水溶液中结晶出来，晶体属P31c空间群。
九水合物在45~200 °C时失水分解，分解过程中生成四水、二水和一水合物，伴随着部分六价硒还原为四价硒，230 °C时生成无水物，390 °C时无水物分解，490~640 °C经过亚硒酸-硒酸盐，最终生成氧化铁。
硒酸铁可以形成复盐，如CsFe(SeO4)2·12H2O。